# Masbah Ahmmed
Masbah Ahmmed, född 11 mars 1995, är en friidrottare från Bangladesh. Han deltog vid olympiska sommarspelen 2016.